# Напајешти (Алба)
Напајешти (рум. Năpăiești) насеље је у Румунији у округу Алба у општини Соходол. Oпштина се налази на надморској висини од 751 m.

## Становништво
Према подацима из 2002. године у насељу је живело 41 становника, од којих су сви румунске националности.